# Gare de Gilles - Guainville
La gare de Gilles - Guainville est une ancienne gare ferroviaire française de la ligne de Mantes-la-Jolie à Cherbourg, située sur le territoire de la commune de Guainville, à proximité de Gilles, dans le département d'Eure-et-Loir, en région Centre-Val de Loire.

## Situation ferroviaire
Établie à 90 mètres d'altitude, la gare de Gilles - Guainville est située au point kilométrique (PK) 75,225 de la ligne de Mantes-la-Jolie à Cherbourg, entre les gares de Bréval et de Bueil.

## Histoire
La gare a été créée en 1906, soit une cinquantaine d'années après la création de la ligne. Elle a été fermée en 2012.

## Service des voyageurs

### Desserte
Elle était desservie par les trains express régionaux normands de la ligne de Paris-Saint-Lazare à Lisieux.